# Paraiptasia radiata
Paraiptasia radiata is een zeeanemonensoort uit de familie Aiptasiidae.
Paraiptasia radiata is voor het eerst wetenschappelijk beschreven door Stimpson in 1856.